# 정자인
정자인(2001년 2월 25일~)은 대한민국의 축구 선수이다.

## 구단 경력
2023년 8월, 태국의 2부 리그 구단인 차이낫 혼빌 FC와 프로 계약을 체결했다 
2023년 8월 13일 끄라비 FC와의 원정 경기에서 구단 프로 데뷔를 치렀다.